# Monilophyta
A divisão Monilophyta é um clado (grupo monofilético) de plantas vasculares sem sementes, que compreende as samambaias (antigos Pteridophyta) e as famílias Psilotaceae e Equisetaceae. A divisão é assim denominada porque um corte transversal do talo ("estela") revela lóbulos de protoxilema que lembram um colar. O agrupamento foi proposto em 1997 por Paul Kenrick e Peter R. Crane, com o nome de «infradivisão Moniloformopses», sendo atualmente preferida a designação de Monilophyta para o clado formado.

## Filogenia
De acordo com a análise filogenética, as relações entre os grupos são como se segue:
|  | Ophioglossales |
|  |                |
|  | Psilotales     |
|  |                |

|  | Marattiopsida  |
|  |                |
|  | Polypodiopsida |
|  |                |

|  | Ophioglossales |
|  |                |
|  | Psilotales     |
|  |                |

|  | Marattiopsida  |
|  |                |
|  | Polypodiopsida |
|  |                |

|  | Ophioglossales |
|  |                |
|  | Psilotales     |
|  |                |

|  | Marattiopsida  |
|  |                |
|  | Polypodiopsida |
|  |                |

|  | Ophioglossales |
|  |                |
|  | Psilotales     |
|  |                |

|  | Marattiopsida  |
|  |                |
|  | Polypodiopsida |
|  |                |

|  | Ophioglossales |
|  |                |
|  | Psilotales     |
|  |                |

|  | Marattiopsida  |
|  |                |
|  | Polypodiopsida |
|  |                |

|  | Ophioglossales |
|  |                |
|  | Psilotales     |
|  |                |

|  | Marattiopsida  |
|  |                |
|  | Polypodiopsida |
|  |                |

|  | Ophioglossales |
|  |                |
|  | Psilotales     |
|  |                |

|  | Marattiopsida  |
|  |                |
|  | Polypodiopsida |
|  |                |

|  | Ophioglossales |
|  |                |
|  | Psilotales     |
|  |                |

|  | Marattiopsida  |
|  |                |
|  | Polypodiopsida |
|  |                |

## Descrição
A maioria dos indivíduos deste grupo monofilético possui porte pequeno, porém é possível encontrar indivíduos grandes, como algumas espécies pertencentes ao  género Cyathea. Mesmo certas espécies cujos troncos atingem até 30 cm de diâmetro apresentam apenas tecido primário.
O ciclo de vida dos indivíduos tem alternância de gerações, sendo que a fase esporofítica apresenta maior porte e maior complexidade anatómica quando comparada com a fase gametofítica. A fase gametofítica é transitória e inconspícua.
A reprodução é feita por esporos, sendo os gâmetas masculinos do tipo anterozóide multiflagelado. Podem ser formados dois tipos de esporângios: eusporângios e leptosporângios. Os eusporângios derivam de uma série de células parentais, ou iniciais, superficiais, cada esporângio desenvolvendo uma parede com duas ou mais camadas celulares de espessura e um grande número de esporos. Os leptosporângios são formados a partir de uma única célula da epiderme, que dá origem a duas linhagens: (1) uma que forma o pedicelo e a parede uniestratificada do esporângio; e (2) outra que dá origem ao tapete e ao tecido esporogénico.
A raiz apresenta protoxilema exarco. A substância de reserva é o amido. A folhas tem características megáfilas, ocorrendo espécies que apresentam lâminas reduzidas. Os tipos de estelo são: (1) protostelo em Psilotales; e (2) sifonostelo semelhante a eustelo em Equisetales.
As classes apresentam as seguintes características distintivas:
- Classe Equisetopsida — conhecidas como cavalinhas, são amplamente distribuídas em locais húmidos e encharcados, próximos a córregos e ao longo das margens de florestas. Apresentam raiz diferenciada, as folhas são pouco desenvolvidas e o caule é fotossintetizante. Reproduzem-se por eusporângio.
- Classe Psilotopsida — apresenta distribuição tropical e sub-tropical. Folhas em forma de escamas com uma única nervura e sem ramificação. São desprovidas de raízes. Os esporos são geralmente agrupados em grupos de três (sinângios) e localiza-se nas terminações de ramos laterais curtos. Após a germinação os esporos dão origem a gametófitos bissexuais que se assemelham a porções do rizoma. Reproduzem-se por eusporângio.
- Classe Polypodiopsida — Desenvolvimento por leptosporângio. Algumas são homosparadas e outras heterosporadas.